# Chikpomilja
Chikpomilja är en ort i Mexiko.   Den ligger i kommunen Oxchuc och delstaten Chiapas, i den sydöstra delen av landet, 800 km öster om huvudstaden Mexico City. Chikpomilja ligger 1 936 meter över havet och antalet invånare är 233.
Terrängen runt Chikpomilja är kuperad åt sydväst, men åt nordost är den bergig. Terrängen runt Chikpomilja sluttar norrut. Runt Chikpomilja är det ganska tätbefolkat, med 67 invånare per kvadratkilometer. Närmaste större samhälle är Pantelhó, 19,7 km norr om Chikpomilja. I omgivningarna runt Chikpomilja växer i huvudsak städsegrön lövskog.